# 銀魂 銀玉くえすと 銀さんが転職したり世界を救ったり
『銀魂 銀玉くえすと 銀さんが転職したり世界を救ったり』（ぎんたま ぎんたまくえすと ぎんさんがてんしょくしたりせかいをすくったり）は、2007年12月6日に発売されたニンテンドーDS用ゲームソフトである。

## 概要
最大3人でパーティを組むコンピュータRPGで、戦闘のほかにもタイトルにあるように転職したりできる。
パーティメンバーにはレベルの概念があり、レベルアップで入手できるポイントをパラメータに割り振ることも可能（やり直しは何度でも行える）。バトル終了後の経験値は仲間になっているキャラクター全員が獲得できる。
選択できるモードには以下の2種類がある。
ストーリーモード
原作をアレンジしたシナリオを進めていくモードで、一部にゲームオリジナルの展開がある。「紅桜編」「柳生編」のシナリオがメインとなる。全9話。
2周目以降は、全てのパーティメンバーを常に使用可能になる。
かぶき町モード
全23話からなるミニストーリー。このモードでしか入手できない職も存在する。単に会話だけで終わるものや、ストーリーモード同様戦闘を行うものなど様々な種類がある。
セーブデータをロードした後、「ランダムに選ばれたキャラクターがバイトに出かける」という設定のスロットが行われる。バイトに成功しても失敗しても銀玉をもらえる。
前作同様、パスワードを入力することで銀玉や職業を入手することが可能。ただし一つのパスワードは一つのセーブデータに一回しか使用できない。
DS本体に設定されている誕生日か、パーティメンバー（柳生九兵衛以外）もしくは高杉の誕生日にプレイすると、ゲーム開始時に特殊なメッセージが現れる。

## 職チェンジ
特定の条件（キャラクターに話しかける、パスワードを入力するなど）を満たすことで職業が入手でき、自由行動時に職チェンジを行える。職によってステータスが変化する他、使用できる銀玉も異なる。ただし、職チェンジをしてもキャラクターのグラフィックが変わるもの（職チェンジ画面で職名が金色になっているもの）はごく一部しか存在しない。

## 銀玉
バトルは『銀魂 銀時vs土方!? かぶき町銀玉大争奪戦!!』（以下「前作」）と同様「銀玉」というアイテムを使って行う。前作と違い、それぞれのカテゴリーごとにランダムに選ばれた3つの銀玉から一つを選んで使用する（3回まで銀玉の再選択が可能）。バトルに勝利すると経験値とお金を入手できる。
銀玉の種類は以下の4種類。
攻撃銀玉
基本的にHP（体力）にダメージを与える。使っても消費されないが威力は低めの「無限玉」というものがキャラクターや職業ごとに存在する。
言葉銀玉
基本的にMP（精神力）にダメージを与える。前作の言霊銀玉と違い、使用すると他の銀玉同様1つ消費する。
防御銀玉
銀玉によるダメージを軽減したり、キャラクターのステータスを変化させたりする。
回復銀玉
HPやMP、状態異常を回復させたり、倒された味方を復活させる。
キャラクターや職業によって使用できる銀玉が異なる。またそれぞれの銀玉には「?玉」というものが存在し、選択することで全ての銀玉からランダムで選んで使用するが、はずれが出ることもある。複数人のキャラクターが特定の銀玉を使用することで、より強力な攻撃が行える。
今回はバトルによる入手の他にも、ショップで銀玉を売買することが出来るようになった。

## パーティメンバー
- 坂田銀時
- 神楽
- 志村新八
- 土方十四郎
- 近藤勲
- 沖田総悟
- 桂小太郎
- エリザベス
- 志村妙
- 長谷川泰三
- 猿飛あやめ
- 柳生九兵衛

## バグ
発売当初からインターネット上で数々のバグが発見されており、画面上のちょっとしたものからフリーズしてしまう程の深刻なバグまで存在している。